# Węgorzewski
Węgorzewski là một huyện thuộc tỉnh Warmińsko-Mazurskie của Ba Lan. Huyện có diện tích 693 km². Đến ngày 1 tháng 1 năm 2011, dân số của huyện là 23207 người và mật độ 33 người/km².